# Mark Sheppard
Mark Andreas Sheppard, conosciuto anche come Mark A. Sheppard (Londra, 30 maggio 1964), è un attore e musicista britannico naturalizzato statunitense.
È noto soprattutto per aver interpretato il demone Crowley nella serie televisiva statunitense Supernatural.

## Biografia

### Carriera
Sheppard divenne un musicista professionista a quindici anni e partecipò a tour musicali con il chitarrista Robyn Hitchcock, con il gruppo britannico Television Personalities e la band irlandese Light a Big Fire, per il cui secondo album suonò la batteria. Registrò numerosi album come turnista in tutta Europa, finché non si spostò negli Stati Uniti.
Sheppard venne invitato a fare un provino per la produzione statunitense dello spettacolo teatrale A Cock and Bull Story (diretta da Billy Hayes, autore del libro che ispirò il film Fuga di mezzanotte), per la cui interpretazione vinse numerosi premi, incluso il L.A. Drama Critics Circle Award del 1992 e il LA Weekly and Dramalogue Award. Nel 1993 ha interpretato il ruolo l'antagonista Paddy Armstrong nel film Nel nome del padre.
Sheppard ha partecipato come guest star a numerose serie televisive tra cui X-Files (nell'episodio Bruciati vivi), Gli specialisti, The Practice, Invisible Man, Special Unit 2, JAG - Avvocati in divisa, Star Trek: Voyager, The Chronicle, Detective Monk, Las Vegas, CSI: NY e CSI: Scena del crimine.
Ha interpretato un demone di nome Arnon nella serie televisiva Streghe, il boss criminale Badger in Firefly e il superiore di Paul Ballard in Dollhouse. È apparso nella serie televisiva 24 e come nemesi di Allison Dubois in Medium.
Ha partecipato alla commedia romantica Lover's Knot, al dramma storico Out of the Cold, al thriller Unstoppable del 2004 e a Broken (2007). Appare inoltre in Megalodon (2004) e in New Alcatraz.
Ha interpretato Romo Lampkin, l'avvocato difensore di Gaius Baltar, nella terza e nella quarta stagione di Battlestar Galactica e ha avuto il ruolo ricorrente di Manservant Neville in The Middleman. Ha interpretato Anthony Anthros in Bionic Woman, la nemesi dei protagonisti di Leverage - Consulenze illegali, il demone Crowley nella serie televisiva Supernatural, e un ladro di banche in un episodio di Burn Notice - Duro a morire. È apparso nell'episodio pilota di White Collar nei panni di un falsario e in quelli del direttore dell'associazione "L'Anello" nella serie televisiva Chuck.
Ha successivamente interpretato il Reggente Benedict Valda nella serie Warehouse 13 e rivestito inoltre i panni dell'ex agente FBI Canton Delaware III nel primo e secondo episodio della sesta serie di Doctor Who, dove recita anche suo padre nel ruolo del suo personaggio da anziano.
Nel 2019 ricopre il ruolo di Willoughby Kipling, mago di strada dal pessimo carattere che beve volentieri e fuma in continuazione, nella serie televisiva Doom Patrol basata sull'omonimo gruppo di supereroi della DC Comics, distribuita in Italia da Amazon Prime Video.

### Vita privata
Nato nel Regno Unito, ma naturalizzato statunitense, è figlio dell'attore W. Morgan Sheppard e di Regina Lisa Scherer.
Vive a Los Angeles e nel 2004 si è sposato con Jessica, da cui sono nati due figli; la coppia si è separata nel 2014.
Nel dicembre 2014 inizia a frequentare Sarah Louise Fudge e il 20 agosto 2015 si fidanzano, per poi sposarsi in una cerimonia privata il 9 novembre a Denver. Il 26 settembre 2015 la coppia annuncia di aspettare la loro prima figlia, nata il primo marzo 2016.

## Filmografia parziale

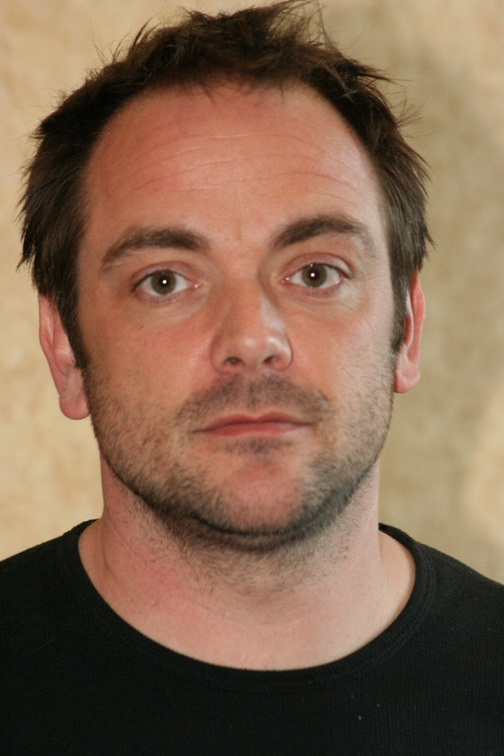
Mark Sheppard nel 2007

### Attore

#### Cinema
- Nel nome del padre (In the Name of the Father), regia di Jim Sheridan (1993)
- Megalodon, regia di Pat Corbitt (2004)
- Evil Eyes, regia di Mark Atkins (2004)

#### Televisione
- Due poliziotti a Palm Beach (Silk Stalkings) - serie TV, episodio 5x02 (1992)
- X-Files (The X Files) - serie TV, episodio 1x12 (1993)
- Gli specialisti (Soldier of Fortune, Inc.) - serie TV, 20 episodi (1997-1998)
- I viaggiatori (Sliders) - serie TV, episodio 4x15 (1998)
- Star Trek: Voyager - serie TV, episodio 6x19 (2000)
- JAG - Avvocati in divisa (JAG) - serie TV, episodio 6x07 (2000)
- Invisible Man (The Invisible Man) - serie TV, episodio 1x20 (2001)
- Firefly - serie TV, episodi 1x01-1x05 (2002)
- Streghe (Charmed) - serie TV, episodio 5x05 (2002)
- CSI - Scena del crimine (CSI: Crime Scene Investigation) - serie TV, 2x23 e 10x07 (2002-2009)
- Fastlane - serie TV, episodio 1x17 (2003)
- La signora in giallo - La ballata del ragazzo perduto (The Celtic Riddle) - film TV, regia di Anthony Pullen Shaw (2003)
- Las Vegas - serie TV, episodio 2x09 (2004)
- CSI: NY - serie TV, episodio 1x16 (2005)
- Detective Monk (Monk) - serie TV, episodio 3x11 (2005)
- Medium - serie TV, episodi 1x15, 2x12 e 3x04 (2005-2006)
- Senza traccia (Without a Trace) - serie TV, episodio 4x22 (2006)
- 24 - serie TV, 6 episodi (2006)
- Bionic Woman - serie TV, episodi 1x01-1x03 (2007)
- Battlestar Galactica - serie TV, 6 episodi (2007-2009)
- Shark - Giustizia a tutti i costi (Shark) - serie TV, episodio 2x15 (2008)
- Leverage - Consulenze illegali (Leverage) - serie TV, 7 episodi (2008-2010)
- Dollhouse - serie TV, episodi 1x02-1x06-1x12 (2010)
- Warehouse 13 - serie TV, 4 episodi (2009-2010)
- Supernatural - serie TV, 70 episodi (2009-2017)
- Chuck - serie TV, episodi 3x12-3x13 (2010)
- Doctor Who - serie TV, episodi 6x01-6x02 (2011)
- White Collar - serie TV, 4 episodi (2010-2014)
- MacGyver - serie TV, episodio 1x21 (2017)
- Doom Patrol - serie TV, episodio 1x04 (2019)

### Doppiatore
- The Conduit - videogioco (2009)
- Secret Level - serie animata, episodio 1x04 (2024)

## Doppiatori italiani
Nelle versioni in italiano delle opere in cui ha recitato, Mark Sheppard è stato doppiato da:
- Marco Mete in 24, Supernatural
- Franco Mannella in Doctor Who, Burn Notice - Duro a morire
- Alessio Cigliano in X-Files
- Fabrizio Vidale in Nel nome del padre
- Sergio Di Giulio in CSI - Scena del crimine (ep. 2x23)
- Pasquale Anselmo in CSI - Scena del crimine (ep. 10x07)
- Luca Dal Fabbro in CSI: NY
- Roberto Pedicini in Leverage - Consulenze Illegali
- Luigi Ferraro in Warehouse 13
- Danilo De Girolamo in Chuck
- Vittorio De Angelis in White Collar
- Francesco De Francesco in Doom Patrol